# Nesaea pringlei
Nesaea pringlei là một loài thực vật có hoa trong họ Lythraceae. Loài này được Rose mô tả khoa học đầu tiên năm 1899.